# Душановићи
Душановићи су позната новосадска и југословенска породица, активна у 20. веку.

## Историја
Како су глума и позориште били судбина скоро свих чланова породице Душановић, тако су и они делили судбине позоришта у којима су играли.
Током три рата, позоришта су таворила гушећи се у немаштини, или су потпуно била затварана, међутим, мисија и улога глумаца и позоришта снажила је и крчила пут кроз тешкоће у најтежим временима, чувајући своју културу и свој језик, окупљајући око себе свој народ. Глумачка породица Душановић има својом трпњом и деловањима велике улоге у опстанку позоришног живота у Војводини уопште.

Сви Душановићи, а нарочито Јевто, Милорад и Станоје, постали су незаменљиви чланови својих позоришта, нарочито Српског народног, у којем су сви играли. Били су угледни и цењени међу публиком и међу својим колегама.
- Милорад Душановић (1896–1990), глумац и редитељ, као Фаун у истои- меном комаду Е. Кноблока, Српско народно позориште, Нови Сад, 1925. Фотографија је музејска грађа Позоришног музеја Војводине
- Станоје Душановић (1906–1987), глумац, редитељ, секретар, директор Драме, в. д. управника, као Ружичић у Покондиреној тикви Ј. С. Поповића, Српско народно позориште, Нови Сад, 1939. Фотографија је музејска грађа Позоришног музеја Војводине.
- Михаило Мергл (Мехо), Ивана Петри (Хасанагиница) и Бисерка Душановић (Ахмет) у представи Хасанагиница М. Огризовића, Народно позориште Дунавске бановине, Нови Сад, 1937. Фотографија је музејска грађа Позоришног музеја Војводине.

## Родоначелници
- Јевто Јеша Дошеновић (Стари Мајдан код Санског Моста, 15. јун 1861 - 24. октобар 1917, Нови Сад), глумац, управник позоришне дружине, којем је Антоније Тона Хаџић променио презиме у Душановић; [2]
- Љубица Душановић, рођ. Николић (Ботош код Зрењанина 1871 - 27. јун 1933, Нови Сад), глумица и његова супруга (којој су мајка Јулијана Николић рођ. Јанкулов-Пејаковић и сестра Јелисавета Савета Николић-Вулпе такође биле глумице).

## Друга генерација
- Милорад Душановић (Перлез, Банат, 26. април 1896 - 26. април 1990, Београд), глумац и редитељ - ожењен глумицом Загорком Душановић рођ. Милошић (Шабац, 1. октобар 1901 - 3. децембар 1972, Београд), глумица у СНП-у и НП у Београду[3]
- Станоје Душановић (Рума, 5. новембар 1906 - Нови Сад, 28. октобар 1987), глумац, редитељ, управник позоришта - ожењен глумицом Илинком Душановић рођ. Дуганџија (Требиње, 27. јун 1910 - 21. фебруар 1997, Нови Сад), глумица
- Јулка Душановић (Нови Сад, 8. октобар 1908 - 26. април 1928, Нови Сад)

## Трећа генерација
- Мирјана Душановић, удата Баришић, (Нови Сад, 26. март 1921 - ?), хонорарна, мала глумица у СНП-у. Ћерка Загорке и Милорада Душановића;
- Милан Душановић, (Нови Сад, 1922 - ?), хонорарни, мали глумац у СНП-у. Син Загорке и Милорада Душановића;
- Бисерка Душановић, (Бела Црква, 9. март 1930 - 27. децембар 2004), хонорарна, мала глумица у СНП-у, у НП Дунавске бановине „Кнеза намесника Павла” у Новом Саду и редовна глумица и секретар Опере у СНП-у и НП у Мостару и Сарајеву. Ћерка је Илинке и Станоја Душановића.
- Јевто Душановић, млађи (Бања Лука , 17. децембар 1932 - 22. јун 1997, Нови Сад), мали глумац у СНП-у, глумац Хрватског народног казалишта у Суботици, НП у Зеници, НП „Стерија” у Вршцу и Позоришта младих у Новом Саду